# Apostolische Präfektur Yueyang
Die Apostolische Präfektur Yueyang (lat.: Apostolica Praefectura Yochovensis) ist eine in der Volksrepublik China gelegene römisch-katholische Apostolische Präfektur mit Sitz in Yueyang.

## Geschichte
Die Apostolische Präfektur Yueyang wurde am 7. Mai 1931 durch Papst Pius XI. mit der Apostolischen Konstitution Ob nimiam latitudinem aus Gebietsabtretungen des Apostolischen Vikariates Changde errichtet.

## Apostolische Präfekten von Yueyang
- Angelo de la Calle Fontecha OSA, 1932–1964
- Sedisvakanz, seit 1964